# Тищенко Ігор Сергійович
І́гор Сергі́йович Ти́щенко (нар. 11 травня 1989, Владивосток, Приморський край, РРСФР, СРСР) — український футболіст, правий захисник.

## Біографія

### Клубна кар'єра

#### Ранні роки
Народився 11 травня 1989 року в місті Владивосток. У п'ять років разом з родиною переїхав до Маріуполя. Незабаром батько відвів його у футбольну школу. Перший тренер — Анатолій Олександрович Стрепетов. В дитячо-юнацькій футбольній лізі України виступав з 2001 по 2006 за «Іллічівець».
Влітку 2006 року був переведений у «Іллічівець-2», який виступав у Другій лізі України. До складу другої команди він потрапив з другого разу, завдяки Олександру Балабанову, який переконав головного тренера «Іллічівця-2» взяти Тищенка в команду. У складі команди дебютував 31 липня 2006 року в домашньому матчі проти харківського «Арсеналу» (2:1), Тищенко почав матч в основі, але на 52 хвилині був замінений на Дмитра Скоблова. У сезоні 2006/07 Тищенко паралельно виступав в молодіжній першості України та зіграв 18 матчів та забив 1 м'яч. Всього за «Іллічівець-2» у другій лізі він грав протягом півтора років та зіграв у 38 матчах, в яких забив 2 голи.
На початку 2008 був відданий в оренду в «Фенікс-Іллічовець», де головним тренером клубу був Олександр Гайдаш. Разом з Ігорем Тищенко в «Феніксі» грали й інші гравці орендовані у «Іллічівця». В Першій лізі України дебютував 23 березня 2008 року в виїзному матчі проти луцької «Волині» (3:0), Ігор Тищенко почав гру в основі, але на 66 хвилині був замінений на Геннадія Єгорова. У сезоні 2007/08 «Фенікс-Іллічівець» посів 16 місце і зміг зберегти місце у Першій лізі, Тищенко за час оренди зіграв в 17 матчах.

#### «Іллічівець»
Улітку 2008 року повернувся назад в «Іллічівець». У сезоні 2008/09 Тищенко грав переважно за дубль, у молодіжному чемпіонаті та зіграв 24 матчах в яких забив 1 гол.
9 травня 2009 року дебютував в Прем'єр-лізі України під керівництвом Іллі Близнюка, в матчі проти криворізького «Кривбасу» (2:0), Тищенко вийшов на 69 хвилині замість Олександра Кечеджі. За основну команду в тому сезоні він провів 3 гри в чемпіонаті і 1 матч зіграв у Кубку України.
У сезоні 2009/10 Тищенко став гравцем основного складу «Іллічівця», грав він переважно на правому фланзі. 17 липня 2009 року в першому турі чемпіонату в домашньому матчі проти ужгородського «Закарпаття» (1:0), Тищенко вийшов на 65 хвилині замість Миколи Кашевського, а на 73 хвилині забив свій перший гол у чемпіонаті у ворота Олександра Надя. 6 березня 2010 у грі проти одного з лідерів чемпіонату київського «Динамо» (1:1), Тищенко на 79 хвилині вразив ворота Олександра Шовковського. Після цього сезону в якому Ігор провів 26 матчів та забив 3 голи в чемпіонаті та провів 2 гри в Кубку, його стали називати одним з найперспективніших в команді.
За підсумками сезону 2010/11 «Іллічівець» посів 14 місце в чемпіонаті України і зміг врятуватися від вильоту в Першу лігу України. В останньому матчі сезону команда сенсаційно обіграла київське «Динамо» (2:3), «Іллічівець» по ходу матчу програючи два м'яча зміг забити три голи і завдяки набраним трьом очкам клуб залишився в Прем'єр-лізі. Останній вирішальний м'яч на 90 хвилині забив Тищенко, після того як у штрафний до нього відлетів м'яч він забив гол головою у сітку воріт Шовковського. Усього в цьому сезоні в чемпіонаті він зіграв в 27 матчах, в яких забив 6 голів, в Кубку він провів 1 гру.
Проте через конфлікт з новим тренером команди Миколою Павловим пропустив весь сезон 2012/2013 і по закінченню контракту 30 червня 2013 року покинув клуб на правах вільного агента.

#### «Карпати»
У липні 2013 року підписав трирічний контракт з львівськими «Карпатами». 27 липня 2013 року дебютував за «левів», вийшовши на заміну на 70-й хвилині в матчі проти київського «Арсеналу».
Не зумівши закріпитися в основі, на початку 2014 року відправився в оренду в польський клуб «Арка» (Гдиня), де виступав до кінця сезону, проте також не зміг стати гравцем основного складу.

#### «Олімпік»
Влітку 2014 року повернувся до Львова і пройшов передсезонні збори з «Карпатами», проте в підсумку команді не підійшов і в липні уклав контракт з новачком української Прем'єр-ліги донецьким «Олімпіком». За донецьку команду дебютував 3 серпня у матчі 2 туру Прем'єр-ліги проти луганської «Зорі», відігравши увесь матч і допомігши команді здобути свою історичну першу перемогу в елітному дивізіоні (1:0).

#### «Шльонськ»
25 лютого 2016 року став гравцем «Шльонська», але вже влітку того ж року залишив вроцлавський клуб.

#### Повернення в «Іллічівець»
У липні 2016 року повернувся в «Іллічівець».

#### «Олімпія-Новатор»
В кінці 2024 року став гравцем маріупольського «Олімпія-Новатора», що виступає в Кубка Співдружності — турнірі, де змагаються команди з окупованих українських територій. Дебютував 23 листопада у матчі другого раунду Кубка Співдружності проти «Ниви-Гірник» (Бойківське/Кальміуське).

### Кар'єра в збірній
У жовтні 2009 року після успішної гри за клуб, головний тренер молодіжної збірної України Павло Яковенко вперше викликав Тищенка до складу команди на ігри проти Бельгії та Словенії в рамках відбору на чемпіонат Європи 2011 в Данії. У цих матчах Ігор не взяв участь. У складі молодіжки зіграв всього в одному товариському матчі на початку березня 2010 року проти подільського «Авангарду» (1:1), Тищенко вийшов на початку другого тайму замість Романа Безуса. 11 серпня 2010 року в матчі проти Чорногорії (0:0), Тищенко залишився на лавці запасних.